# Universal Camera Co.

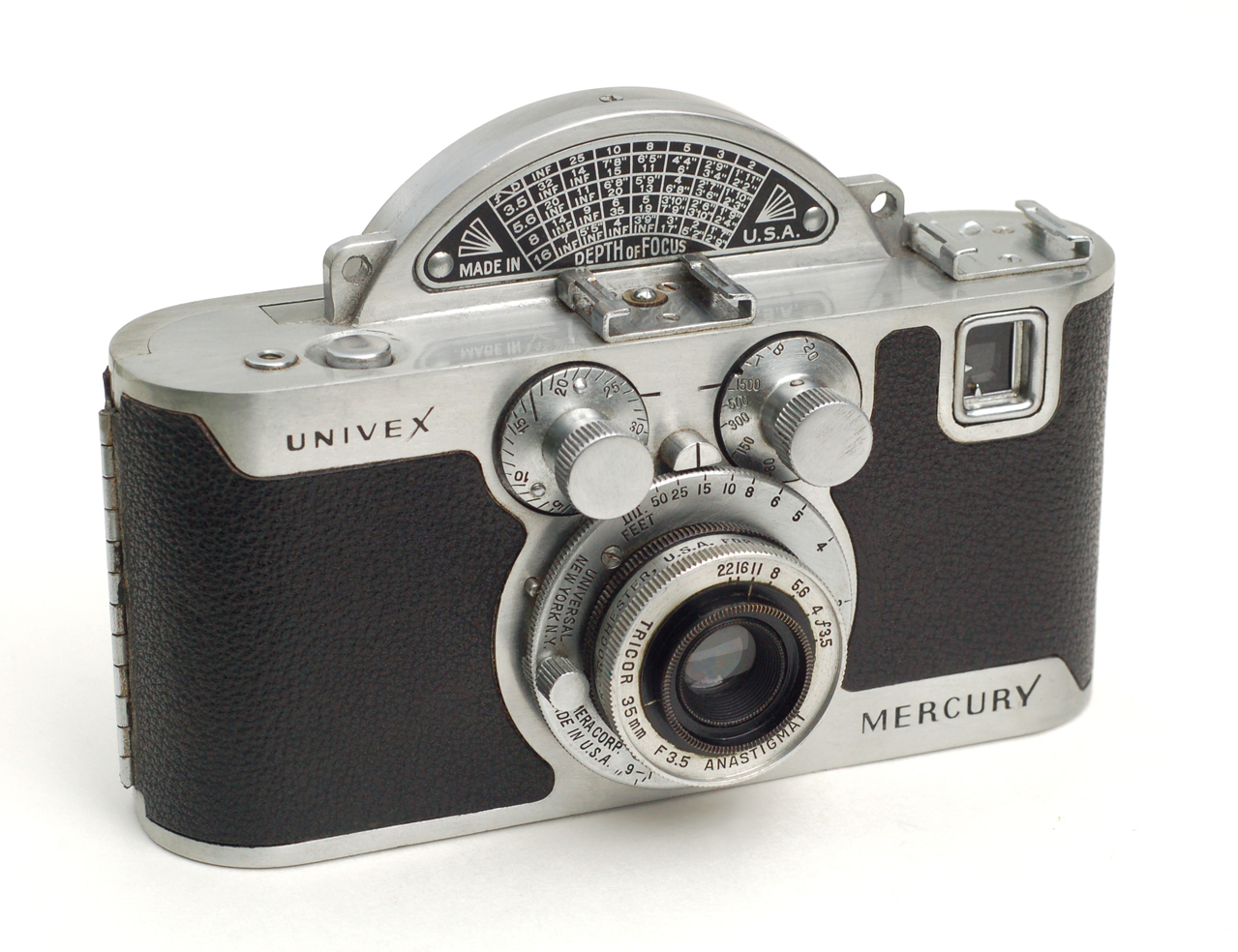
Univex Mercury CC

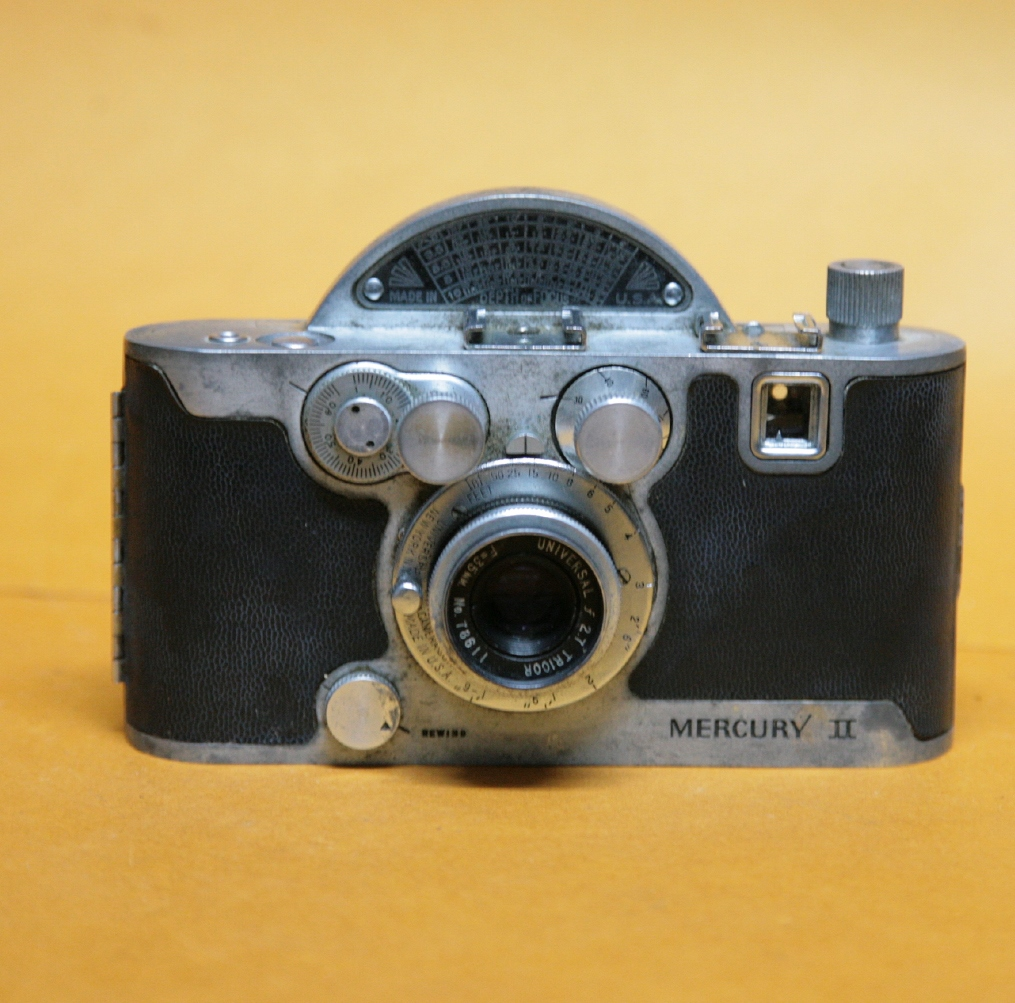
Mercury 2 1945 con otturatore rotante Model CX

La Universal Camera Co. è stata un'azienda statunitense attiva dal 1933 al 1952, data del suo fallimento.
Fu fondata da Otto W. Githens e Jacob J. Shapiro, produsse oltre che macchine fotografiche con il marchio "Univex", anche cinecamere. proiettori, binocoli e altre attrezzature militari.

## Produzione
Formato 35 mm
- Univex Modello CC 1938
- Univex Modello CX o Mercury II dal 1945
- Univex Model CC 1500
- Univex Mercury Satellite 127

Altri modelli prodotti:
- Buccaneer 1947
- Cine (35mm)
- Corsair I
- Corsair II
- Duovex
- Meteor (620) 1949
- Minute 16
- Minute 16 (outfit)
- Norton Univex
- Roamer 63
- Roamer I
- Roamer II
- Stere-All
- Twinflex 1939
- Uni Box
- Uniflash 1941
- Uniflex I 1947
- Uniflex II 1950
- Universal MPC Standard A
- Univex A
- Univex A Century of Progress
- Univex A8
- Univex AG
- Univex B8
- Univex C8
- Univex D8
- Univex E8
- Univex F8
- Univex G8
- Univex H8
- Univex Iris
- Univex Iris Deluxe
- Univex Minicamera
- Univex Minicamera AF Sondermodell (Special model)
- Univex Model AF 1933
- Univex Model AF Girl Scout
- Univex Model AF1
- Univex Model AF2 1936
- Univex Model AF3 1936
- Univex Model AF4
- Univex Model AF5
- Vitar
- Zenith